# Kärleksdrömmar
Kärleksdrömmar är en svensk kort dramafilm från 1912. 
Filmen premiärvisades 16 december 1912 på Odéon i Stockholm. Den spelades in i Mölle i Skåne.

## Roller
- Ida Nielsen – Erna
- Poul Welander – assessor Würtzel